# Bob (voleibolista)
 Robson Tadeu de Fazio (Barretos, 25 de abril de 1979) é um voleibolista indoor brasileiro,  atuante na posição de  Oposto, também atuou como Ponta e Central, com experiência em clubes nacionais e internacionais, serviu as categorias de base da Seleção Brasileira.Em clubes conquistou atuando por clubes a medalha de ouro no Campeonato Sul-Americano de Clubes de 2009 no Brasil e foi medalhista de prata na edição de 2010 na Argentina.

## Carreira
Bob dedicou sua vida ao vôlei desde os 14 anos de idade, época que se dividia entre  ser voleibolista e basquetebolista. Fez parte do elenco vice-campeão do  Report/Nipomed/Suzano da Superliga Brasileira A 1998-99, além de ter servido a Seleção Brasileira nas categorias de base.
Nas categorias de base possui um título e  um vice-campeonato do Campeonato Brasileiro de Seleções, ambos resultados na categoria juvenil, 1998 (Macaé-RJ) e 1999 (Fortaleza- CE), respectivamente, representando a Seleção Paulista. Também jogou pelo Londrina (PR) e  foi atleta do  São Caetano/Vila São José  na edição do Campeonato Paulista de 2000 e na edição do ano de 2001, onde atuou nas posições de Central e Ponta.
Em 2002 disputou pelo Johnson Clube/Sundown/SJC a edição do Campeonato Paulista, na posição de ponteiro, neste mesmo ano foi anunciado como reforço do Lupo Náutico/ Fundesporte registrando 143 pontos, sendo 119 de ataques, 12 de bloqueios e 12 de saques na Superliga Brasileira A 2002-03, na qual encerrou na nona posição. Na jornada seguinte foi contratado pela Intelbrás/São José (SC) e disputou os Jogos Abertos de Santa Catarina de 2003  e a Superliga Brasileira A2003-04 encerrando na sétima posição registrando 314 pontos em 20 partidas, destes 281 foram de ataques, 17 de bloqueios e 16 nos saques ocupando a sexta posição entre os melhores sacadores e a sétima colocação entre os melhores pontuadores.
Em 2004 foi contratado pelo Club Atlético River Plate, mas não chegou atua, pois, a agremiação argentina cancelou o contrato quando Bob ficou inativo após ter sofrido um acidente automobilístico em sua cidade natal, após restabelecimento voltou a equipe da Intelbrás/São José para a jornada 2004-05 l encerrando na décima primeira posição na correspondente Superliga Brasileira A, e registrou nesta edição 384 pontos, destes 336 foram de ataques, 25 de bloqueios e 23 de saques, mesmo atuando com a mão quebrada.
Transferiu-se para a Cimed Esporte Clube, foi vice-campeão catarinense em 2005, conquistou  também  neste ano o título do Grand Prix de Clubes e o título da Liga Nacional, credenciando seu clube para disputar a Superliga Brasileira A 2005-06.E nessa competição atuou pelo clube catarinense e conquistou seu primeiro título e o primeiro desse clube e eleito o Melhor Jogador da Final.
Deixou o voleibol nacional na temporada 2006-07 e passou atuar pela equipe sul-coreana do Korean Air Jumbos, entrando para a história como o primeiro jogador estrangeiro atuar neste, alcançou nesta jornada o bronze na correspondente  Liga A Sul-Coreana (V-League). E renovou com o mesmo clube para a temporada 2007-08, conquistando o primeiro troféu da história do clube na Copa Kovo em 2007 e sagrou-se vice-campeão da Liga A Sul-Coreana referente sendo eleito o MVP desta edição.
De volta ao vôlei nacional, Bob foi repatriado pela equipe do Brasil Vôlei/São Bernardo/Santander para as competições do período esportivo 2008-09, em 22 de dezembro de 2008 nasceu seu primeiro filho Arthur com sua esposa Gina. Na referida jornada disputou a correspondente Superliga Brasileira A encerrando nesta edição em quarto lugar  após disputa do bronze e nesta jornada ocorreu um fato negativo em sua carreira, quando submetido ao exame antidoping pelo uso da substância delta-9-tetraidrocanabinol, presente na maconha, proibida para os atletas, sendo suspenso preventivamente por 30 dias e após julgamento por 120 dias.
Voltou a defender as cores da Cimed/SC nas competições de 2009-10, sagrando-se campeão catarinense em 2009, também disputou o Campeonato Sul-Americano de Clubes de 2009 sediado em Florianópolis-Brasil, conquistando sua primeira medalha de ouro internacional de relevância continental, além da qualificação para o Campeonato Mundial de Clubes em Doha-Qatar no mesmo ano, edição na qual também disputou, vestindo camisa#2 encerrando na quina posição e representou este mesmo clube na Superliga Brasileira A 2009-10 e conquistou o título desta edição e mais uma vez foi eleito o Melhor Jogador da Final da competição.
Renovou contrato com a Cimed/SC para as competições de 2010-11, conquistando de forma consecutiva bicampeonato catarinense em 2010, além do ouro nos Jogos Abertos de Santa Catarina (Jasc) no mesmo ano e a medalha de prata no Campeonato Sul-Americano de Clubes em San Juan-Argentina. Por essa equipe disputou a Superliga Brasileira A 2010-11, encerrando a fase de classificação em segundo lugar, mas após os playoffs ficou em quinto lugar.
Transferiu-se para o Medley/Campinas e conquistou o vice-campeonato paulista em 2011 e na Superliga Brasileira A 2011-12 terminando na sétima colocação. Retornou ao voleibol catarinense em 2012, quando atuando pelo Super Imperatriz mas competições 2012-13, novamente foi campeão catarinense em 2012 e terminou em décimo lugar na Superliga Brasileira A 2012-13.
A equipe da  RJX o contratou para as competições de 2013-14 e conquistou o título carioca de 2013. E após problemas com o principal patrocinador, ou seja,  a retirada do patrocínio por parte do empresário Eike Batista, ocasionando a subtração da letra “X” do nome-fantasia do clube, uma crise instalou-se no mesmo, mas Bob permaneceu por mais uma temporada. E por este disputou a Superliga Brasileira A 2013-14, mesmo em meio a tantos problemas colaborou para que o clube avançasse as quartas de final, sofrendo eliminação nesta fase encerrando na quinta posição.
Transferiu-se para o voleibol turco e defenderá as cores do Palandöken Belediyesi nas competições do calendário esportivo 2014-15 encerrando na décima colocação.

## Títulos e resultados
- Superliga Brasileira A:2005-06[2][11] e 2009-10[28]
- Superliga Brasileira A:1998-99[1]
- Superliga Brasileira A:2008-09[21]
- Liga Nacional:2005[13]
- Liga A Sul-Coreana:2007-08[17][18]
- Liga A Sul-Coreana:2006-07[17]
- Copa Kovo:2007[17][18]
- Grand Prix de Clubes :2005[15]
- Campeonato Brasileiro de Seleções Juvenil:1998[4][5]
- Campeonato Brasileiro de Seleções Juvenil:1999[4][5]
- Jasc:2010[30]
- Jasc:2003
- Campeonato Catarinense:2009,[23]2010[29] e 2012[36]
- Campeonato Catarinense:2005[14]
- Campeonato Paulista:2011[34]
- Campeonato Carioca:2013[39]

## Premiações individuais
- MVP da Final da Superliga Brasileira A de 2009-10[2]
- MVP Liga A Sul-Coreana 2007-08[2]
- MVP da Final da Superliga Brasileira A de 2005-06[2]